# Кафе Сант'Еустакіо

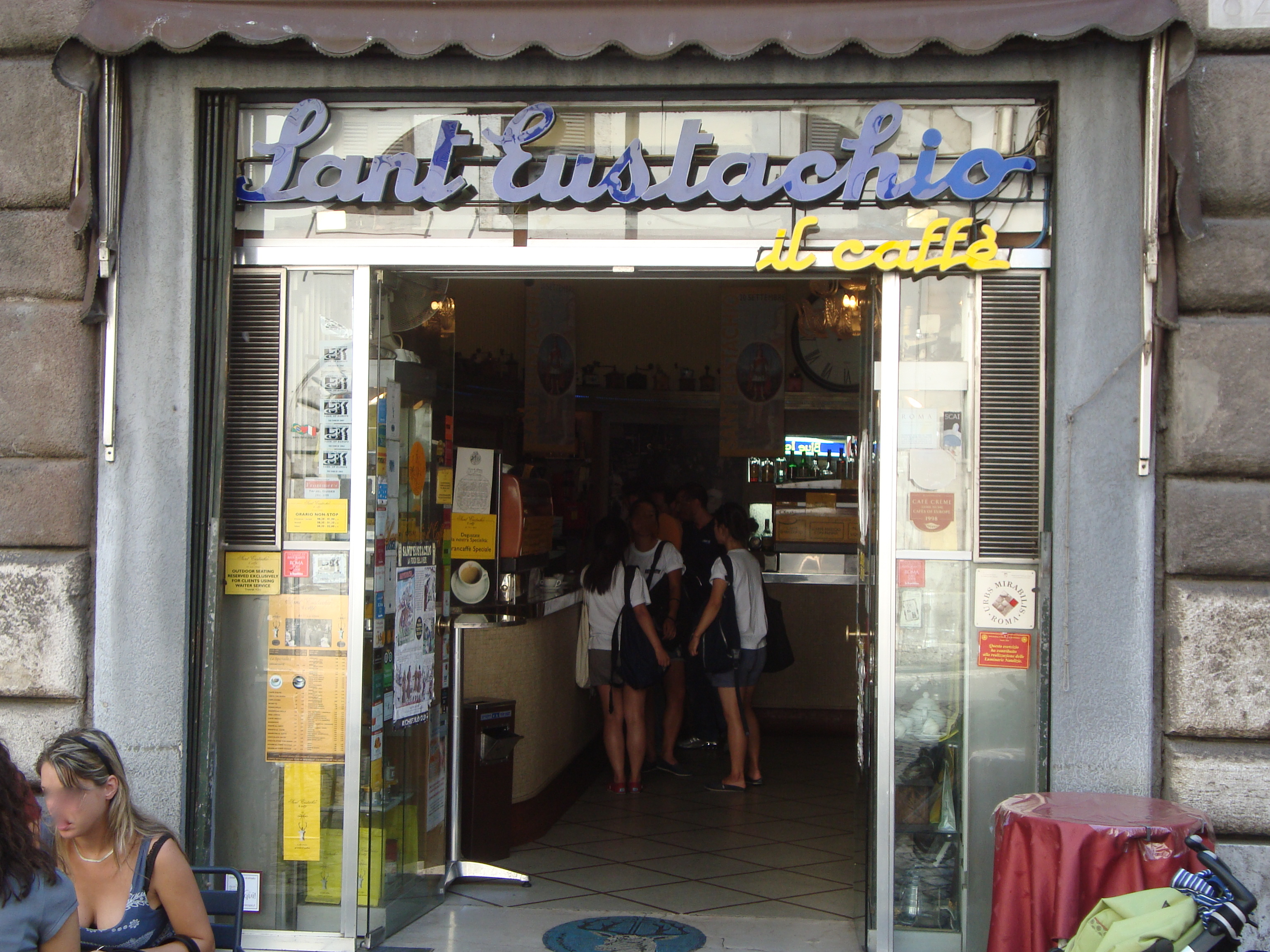
Кафе Сант'Еустакіо у Римі

Кафе Сант'Еустакіо (італ. Caffè Sant'Eustachio) — історичне кафе у Римі. Відкрите у 1938 році. Розташовується на площі Сант'Еустакіо поруч з базилікою Сант'Еустакіо в однойменному районі міста. Назва кафе походить від імені великомученика Євстахія.
Кафе відоме завдяки незмінним традиціям приготування одного з найкращих еспресо в Римі.

## Опис
Кафе було засноване у 1938 році на площі Сант'Еустакіо поруч з базилікою Сант'Еустакіо. На даху базиліки розташовується кам'яна голова оленя, яка була використана як емблема кафе на честь багаторічного сусідства з церквою та їхньою однаковою назвою. У кафе збереглись оригінальні мозаїчна підлога і меблі.
У кафе представлена велика кількість десертів, алкогольні напої, та різні варіанти кави. Кафе має 6 столів на відкритому повітрі, всередині приміщення досі функціонує пристрій для смаження кави на дровах, який датується 1948 роком.
З 1999 року кафе керують брати Раймондо і Роберто Річчі. Кафе дуже популярне серед туристів і знаменитостей, одним із його відвідувачів був Державний секретар США Генрі Кіссинджер.